# Resolutie 586 Veiligheidsraad Verenigde Naties
Resolutie 586 van de Veiligheidsraad van de Verenigde Naties werd met unanimiteit aangenomen op 18 juli 1986. De resolutie verlengde de UNIFIL-vredesmacht in Libanon met een half jaar.

## Achtergrond
Na de Israëlische inval in Zuid-Libanon eind jaren zeventig, stationeerden de Verenigde Naties de tijdelijk VN-macht UNIFIL in de streek. Die moest er de vrede handhaven totdat de Libanese overheid haar gezag opnieuw kon doen gelden. In 1982 viel Israël Libanon opnieuw binnen voor een oorlog met de Palestijnse PLO.

## Inhoud
De Veiligheidsraad:
- Herinnert aan de resoluties 425, 426, 501, 508, 509 en 520.
- Heeft de rapporten van secretaris-generaal Javier Pérez de Cuéllar over de VN-macht in Libanon bestudeerd.
- Neemt akte van de brief van Libanon.
- Beantwoordt het verzoek van Libanon.

1. Besluit het mandaat van UNIFIL opnieuw met zes maanden te verlengen, tot 19 januari 1987.
2. Herhaalt zijn steun voor de territoriale integriteit, soevereiniteit en onafhankelijkheid van Libanon.
3. Benadrukt de voorwaarden van de macht en roept alle betrokken partijen op samen te werken met de macht zodat deze haar mandaat volledig kan uitvoeren.
4. Herhaalt dat de macht haar mandaat volledig moet uitvoeren.
5. Vraagt de secretaris-generaal de consultaties met de Libanese overheid en andere partijen over de uitvoering van deze resolutie voort te zetten en hierover te rapporteren.

## Verwante resoluties
- Resolutie 583 Veiligheidsraad Verenigde Naties
- Resolutie 584 Veiligheidsraad Verenigde Naties
- Resolutie 587 Veiligheidsraad Verenigde Naties
- Resolutie 590 Veiligheidsraad Verenigde Naties

Lijst ·  581 ·  582 ·  583 ·  584 ·  585 ·  586 ·  587 ·  588 ·  589 ·  590 ·  591 ·  592 ·  593